# Graphe longhorn
Le graphe longhorn est, en théorie des graphes, un graphe possédant 7 sommets et 7 arêtes. Il peut être construit en ajoutant deux sommets au graphe taureau et en les reliant directement aux extrémités respectives de ses deux cornes (ses deux sommets de degrés 1). Il est ainsi nommé en l'honneur de la race bovine Texas Longhorn qui se caractérise justement par la taille de ses cornes.
Le nom de graphe longhorn est employé au sein de la classification de l'ISGCI (Information System on Graph Classes and their Inclusions).

## Propriétés

### Propriétés générales
Le diamètre du graphe longhorn, l'excentricité maximale de ses sommets, est 5, son rayon, l'excentricité minimale de ses sommets, est 3 et sa maille, la longueur de son plus court cycle, est 3. Il s'agit d'un graphe 1-sommet-connexe et d'un graphe 1-arête-connexe, c'est-à-dire qu'il est connexe et que pour le rendre déconnecté il suffit de le priver d'un sommet ou d'une arête.
Il est possible de tracer le graphe longhorn sur un plan sans qu'aucune de ses arêtes se croisent. Le graphe longhorn est donc planaire. C'est également un graphe distance-unité : il peut s'obtenir à partir d'une collection de points du plan euclidien en reliant par une arête toutes les paires de points étant à une distance de 1.

### Coloration
Le nombre chromatique du graphe longhorn est 3. C'est-à-dire qu'il est possible de le colorer avec 3 couleurs de telle façon que deux sommets reliés par une arête soient toujours de couleurs différentes. Ce nombre est minimal.
L'indice chromatique du graphe longhorn est 3. Il existe donc une 3-coloration des arêtes du graphe telle que deux arêtes incidentes à un même sommet soient toujours de couleurs différentes. Ce nombre est minimal.
Il est possible de compter les colorations distinctes d'un graphe. Cela donne une fonction dépendant du nombre de couleurs autorisé. Cette fonction est polynomiale et est qualifiée de polynôme chromatique du graphe. Ce polynôme a pour racines tous les entiers positifs ou nuls strictement inférieurs à 3 et est de degrés 7. Il est égal à : {\displaystyle (x-2)(x-1)^{5}x}.

### Propriétés algébriques
Le groupe d'automorphismes du graphe longhorn est un groupe abélien d'ordre 2 : le groupe cyclique Z/2Z.
Le polynôme caractéristique  de la matrice d'adjacence du graphe longhorn est : {\displaystyle -(x^{3}+x^{2}-2x-1)(x^{4}-x^{3}-4x^{2}+x+2)}.